# Kyst
En kyst er skillelinjen mellem land og hav - og strand, marsk, delta er dens vådområder. Det findes forskellige kysttyper som fladkysten og skræntkysten (klinten).
Kyster udvikles under hensyn til naturkræfter som vind, bølger, tidevand, landhævning og havstrømme.
Kyst er den smallere eller bredere strækning, hvor landoverfladen sænker sig med større eller mindre hældning mod havet. Kyst er et mere vidtrækkende begreb end strandbred, strand (forstrand), der betegner de yderste dele af kysten, som overskylles ved højvande (flod) og ligger tørre ved lavvande (ebbe). Kyster går højere op i landet og tænkes mere i sin udstrækning end i sit forhold til havet.
Danmarks kystlinje er af Geodatastyrelsen bestemt at være 8.750 km.

## Afgrænsning
Kystlinjen, hvorved forstås kystens retning og form, er yderst uens ulige steder, og afhænger dels af landets ulige geologiske sammensætning og dets fasthed, dels af de kræfter, der virker derpå; den undergår stadig forandringer, idet der sker aflejringer på sine steder (klitter, marsk, delta med mere), mens der sker nedbrydninger og undermineringer med sammenstyrtninger på andre steder på grund af bølgeslag, ebbe og flod, strømninger, isgang og andet. Også langsomme hævninger og sænkninger, der er iagttagne flere steder på jorden, som fx hævningen af den skandinaviske halvø, bidrager til at forandre et lands kystomrids, om end meget langsomt. Med hensyn til kystens lodrette form skelner man mellem stejlkyster og fladkyster.

## Stejlkyster
Uden for stejlkyster sænker havbunden sig i reglen hurtig og brat til store dybder. Hvis stejlkysten består af ensartet materiale, er den ikke rig på indskæringer og foranliggende øer, den er derfor sjælden farlig at nærme sig og frembyder, hvor der er læ for vinden, udmærkede havne. Hvis den derimod består af bjergarter med uens hårdhed og fasthed, angribes de blødere i større grad end de hårdere, disse bliver derfor stående som øer (skær), halvøer og odder, mellem hvilke havet skærer sig ind som bugter og fjorde, der kan uddybes yderligere af gletsjere og vandløb. Sådanne stejlkyster bærer forskellige navne (klippekyster, fjordkyster, riaskyster), og som særlig gode eksempler herpaa kan nævnes Norges vestkyst, Grønland, Skotland, Patagonien og mange andre – i det hele findes de hyppigst på højere nordlige og sydlige Bredder.

## Fladkyster
Ved fladkysterne sænker landet sig jævnt ned mod havet og fortsættes således ud under havspejlet. Kystlinjen forløber i reglen her ensformig, med få fremspringende punkter og få indskæringer. For sejladsen er disse kyster i reglen ikke fremmende, da de er fattige på gode havne, der hyppigst rindes ved flodmundingerne, og selv mindre skibe kan ikke gå helt ind til kysten. Lagune- og limandannelser (strandsøer) er hyppige, lige som sandbanker, revler og sandbarrer findes uden for, klitdannelse inden for stranden. Hvis havbunden ved sådanne kyster sænker sig jævnt et stykke ud, men derpå pludselig synker til større dybder, opstår en stærk brænding, der ofte kan virke stærkt hæmmende på adgangen til kysten; således er fx tilfældet med »calemaen« ved Guinea-kysten og »surf’en« ved Koromandel-kysten. Fladkyster er særlig fremtrædende ved Nordsøen, således som i Jylland, Nordtyskland og Holland, endvidere ved Frankrigs vestkyst, Iran, Arabien, næsten hele Afrika, USAs østkyst, Mexiko, Patagoniens østkyst og mange andre steder. En lang kystlinje anses som heldig for et land; adgangen fra havet lettes, samkvemmet fremmes, og kulturmulighederne bliver større; det er således sin rige kystudvikling, Europa til dels skylder sin tidligere dominerende kulturstilling, mens Afrika og Australien lider under en forholdsvis fattig kystudvikling.

## Længdekyster og tværkyster
Af stor kulturbetydning er også kystens forløb i forhold til det inden for liggende lands terrænformer; man skelner således mellem længdekyster (konkordante kyster), hvor kystlinjen ligger parallel med den nærmeste bjergkæde, og tværkyster (diskordante kyster), hvor kystlinjen skærer kæderne og længdedalene under en større eller mindre vinkel; de sidste er langt mere kulturfremmende end de første, de lukker op for indlandet, mens de første lukker i; som en udpræget længdekyst kan fremhæves Sydamerikas vestkyst, som tværkyst Lilleasiens vestkyst.